# تقريب بورن-أوبنهايمر

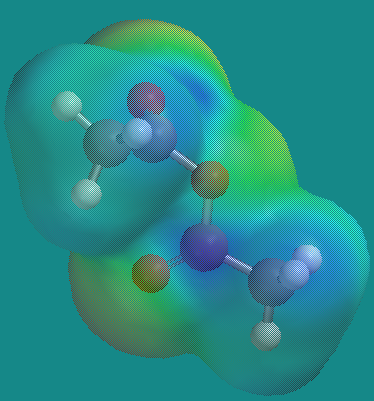

تقريب بورن-أوبنهايمر لماكس بورن وروبرت أوبنهايمر أبو القنبلة النووية وأوبنهايمر هو تلميذ بورن، يعد هذا التقريب هو الأساس للفيزيائين والكيميائين العاملين في التحليل الجزيئي يهمل الطاقة الحركية النووية داخل الذرة حيث أن إنجاز حسابات الطاقة ودالة الموجة داخل الجزيئات حسب معادلة شرودنغر هي عملية شبه مستحيلة.
فسعيا لتسهيل هذه المأمورية ينص هذا التقريب على أنه يمكن إلى حد كبير اهمال التفاعلات داخل الذرة بين النواة والإلكترونات بسبب ضخامة الفرق بين كتلتي الإلكترون والنواة وبالتالي بالإمكان افتراض أن النواة بالنسبة للإلكترون هي في حالة سكون

## الوصف التفصيلي
يُراعي تقريب BO الفرق الكبير بين كتلة الإلكترون وكتل النوى الذرية، وبالتالي الفترات الزمنية لحركتها . وبالنظر إلى نفس مقدار الزخم، تتحرك الأنوية ببطء أكبر بكثير من الإلكترونات. رياضياً، يتكون تقريب BO من التعبير عن دالة الموجة ({\displaystyle \Psi _{\mathrm {total} }}) لجزيء باعتبارها جداء دالة موجية إلكترونية ودالة موجية نووية (اهتزازية، دورانية). {\displaystyle \Psi _{\mathrm {total} }=\psi _{\mathrm {electronic} }\psi _{\mathrm {nuclear} }}. يُتيح هذا فصل مؤثر هاملتونيان إلى حدود إلكترونية ونووية، حيث تهمل الحدود المتداخلة بين الإلكترونات والنوى، بحيث يمكن حل النظامين الأصغر والمنفصلين بكفاءة أكبر.
في الخطوة الأولى، تُهمل الطاقة الحركية النووية،  أي يُطرح المؤثر الخاص بها Tn من الهاميلتونيان الجزيئي ‏ الكلي. في الهاميلتونيان الإلكتروني المتبقي He، لم تعد المواضع النووية متغيرة، بل أصبحت معلمات ثابتة (تدخل المعادلة "بارامتريًا"). لاتُلغى تفاعلات الإلكترون–النواة، أي أن الإلكترونات لا تزال "تشعر" بجهد كولومب للنوى المُثبّتة في مواضع معينة في الفضاء. (لذا غالبًا ما يشار إلى هذه الخطوة الأولى من تقريب بورن-أوبنهايمر بتقريب النوى المثبتة.)
وتصبح معادلة شرودنجر الإلكترونية بالشكل:
{\displaystyle H_{\text{e}}(\mathbf {r} ,\mathbf {R} )\chi (\mathbf {r} ,\mathbf {R} )=E_{\text{e}}\chi (\mathbf {r} ,\mathbf {R} )}
حيث أن {\displaystyle \chi (\mathbf {r} ,\mathbf {R} )}، هي دالة الموجة الإلكترونية والتي تُحل تقريبياً لمواضع معينة من النوى (R ثابتة). وتمثل الكمية r جميع الإحداثيات الإلكترونية وتمثل R جميع الإحداثيات النووية. تعتمد القيمة الذاتية للطاقة الإلكترونية Ee على المواضع المختارة R للنواة. وبتغيير هذه المواضع R بخطوات صغيرة وحل معادلة شرودنجر الإلكترونية تكرارياً، نحصل على Ee كدالة لـ R. هذا هو سطح الطاقة الكامنة ‏(PES): {\displaystyle E_{e}(\mathbf {R} )}. ونظرًا لأن هذا الإجراء لإعادة حساب الدوال الموجية الإلكترونية كدالة للهندسة النووية المتغيرة بشكل متناهي الصغر يذكرنا بشروط النظرية الأديباتية ‏ ، فإن هذه الطريقة للحصول على PES غالبًا ما يشار إليها باسم التقريب الأديباتي ويطلق على سطح الطاقة الكامنة نفسها اسم السطح الأديباتي . 
في الخطوة الثانية من تقريب BO، يُعاد إدراج طاقة الحركة النووية Tn (التي تحتوي على مشتقات جزئية بالنسبة لمركبات R )، وبالتالي فإن معادلة شرودنجر للحركة النووية 
{\displaystyle [T_{\text{n}}+E_{\text{e}}(\mathbf {R} )]\phi (\mathbf {R} )=E\phi (\mathbf {R} )}
تصبح محلولة. تتضمن هذه الخطوة الثانية من تقريب BO فصل الحركات الاهتزازية والانتقالية والدورانية. ويمكن تحقيق ذلك من خلال تطبيق شروط إيكارت ‏. القيمة الذاتية E هي الطاقة الكلية للجزيء، ,والمتضمنة مساهمات الإلكترونات، والاهتزازات النووية، وطاقة الدوران الكلية والانتقالية للجزيء.  وفقًا لنظرية هيلمان-فينمان ‏، يُعتبر الجهد النووي بمثابة معدل للتشكيلات الإلكترونية لمجموع الجهود الكهربائية النووية – الإلكترونية والبينية.